# Rabih Abou-Khalil
Pour les articles homonymes, voir Khalil.
Rabih Abou-Khalil (né le 17 août 1957 à Beyrouth, au Liban) est un compositeur et un joueur d’oud ainsi qu’un musicien de jazz libanais.

## Biographie
Rabih Abou-Khalil grandit à Beyrouth, où il étudie la musique arabe et orientale à l’Académie des Arts de Beyrouth. En 1978, il s’exile à Munich, à cause de la guerre civile au Liban. Il y étudie la flûte traversière auprès de Walter Theurer. Son instrument principal reste cependant l’oud, le luth arabe, utilisé en Europe à l'époque du Moyen Âge (du mot arabe  al' oud = le bois, le bâton), dont il joue depuis l'âge de cinq ans.

## Travail
Geoff Dyer a écrit au sujet de Rabih Abou-Khalil : « Rabih Abou-Khalil n’expérimente pas, il cherche. C’est une recherche mue par le rythme et nourrie de tradition. Ou plus exactement par plusieurs traditions : musique arabe, jazz, blues. C’est pour ainsi dire une musique qui cherche de l’avant mais qui est aussi entièrement imbibée du passé. »
Il cherche à concilier l'Orient et l'Occident. Cela se remarque au fait que le fondement de son jeu est la tradition musicale arabe dont il fait un genre musical moderne grâce à ses improvisations et qu’il arrive aussi à placer dans un contexte de jazz.
Il travaille de préférence avec des musiciens qui mélangent les genres comme le Kronos Quartet, l’Ensemble Modern, le Balanescu Quartet, les jazzmen Charlie Mariano, Kenny Wheeler, Ramesh Shotham, Joachim Kühn, Vincent Courtois, Ellery Eskelin ou Glen Velez. Depuis le début des années 1990 il apparaît sur les scènes d’importants festivals de jazz dans le monde entier. En 2002 il a obtenu le Prix de la critique allemande du disque (de) pour l’ensemble de son œuvre. La même année il participe au World Music Festiv'Alpe de Château-d'Œx dans le canton de Vaud en Suisse romande. Depuis 2003 il joue en formation avec Michel Godard, Gabriele Mirabassi, Luciano Biondini et Jarrod Cagwin accompagné de plus depuis 2004 du chanteur et saxophoniste sarde Gavino Murgia.
Grâce à ses disques, des musiciens qui l’accompagnent à l’occasion ont obtenu un grand succès tel Howard Levy. Le joueur de tambourin Glen Velez et Nabil Khaiat ont souvent soutenu ses projets musicaux.
Ses compositions sont célèbres pour leurs mesures composées, c'est-à-dire qu'on entendra rarement chez Rabih Abou khalil des mesures simples en 4/4 ou 3/4 mais plutôt des métriques puisées dans le répertoire et les traditions de la musique arabe, turque voire perse (11/8, 5/8, 7/8 etc). Il en est souvent de même pour les mélodies qui sont très souvent basées sur des maqams orientaux.

## Série télévisée: Visions de la musique
En 1998, Rabih Abou-Khalil a présenté la série télévisée Visions of Music. Cette série documentaire en 13 parties, produite par EuroArts Entertainment, avait pour but d'explorer le mélange du jazz avec différents styles de musique du monde (salsa caribéenne, samba brésilienne, tango argentin, musette française, flamenco espagnol, klezmer juif, R&B de la Nouvelle-Orléans et blues du Mississippi, ainsi que musique d'Afrique de l'Ouest, d'Afrique du Sud, d'Inde et du Moyen-Orient) à travers des séquences historiques et des interviews de musiciens réalisées par Abou-Khalil. La musique de la série télévisée a été publiée sur l'album Visions of Music - World Jazz par Enja Records.

## Albums
Son seul album pour le label munichois ECM s'intitule Nafas (1988). Depuis 1990, ses albums sont publiés par Enja Records, à Munich. Pour Al-Jadida (1992), Abou-Khalil a invité le saxophoniste alto Sonny Fortune ; Blue Camel (1992), avec le saxophoniste alto Charlie Mariano et le joueur de bugle Kenny Wheeler. Morton's Foot (2004) présente Luciano Biondini à l'accordéon et le chanteur sarde Gavino Murgia. Journey to the Centre of an Egg (2005) présente un trio composé de oud, de piano (Joachim Kühn, qui double le saxophone alto) et de Jarrod Cagwin à la batterie.
Nafas et Tarab utilisent le ney, la flûte soufflée du Moyen-Orient. Arabian Waltz présente les compositions d'Abou-Khalil pour quatuor à cordes (interprétées par le Balanescu Quartet), avec le oud, Michel Godard au tuba ou au serpent, et des tambours sur cadre.
En 2008, Abou-Khalil a sorti un album intitulé « Em Português » (« En portugais »), où il mélange fado et musique arabe avec la participation du fadiste Ricardo Ribeiro.

## Discographie
- 1984 : Bitter Harvest, MMP
- 1986 : Between Dusk and Dawn, Enja Records : Rabih Abou-Khalil (oud, fl), Charlie Mariano (as, ss), Glen Moore (b), Glen Velez (frame drums, perc), Ramesh Shotham (Indian perc), Christian Burchard (marimba), Michael Armann (p)
- 1988 : Nafas, ECM : Rabih Abou-Khalil (oud), Selim Kusur (nay), Glen Velez (percussions), Setrak Sarkissian (darbouka)
- 1988 : Bukra, Enja Records : Rabih Abou-Khalil (oud), Sonny Fortune (as), Glen Moore (b), Glen Velez (frame drums, perc), Ramesh Shotham (Indian perc)
- 1990 : Roots and Sprouts, Enja Records : Rabih Abou-Khalil (oud), Selim Kusur (nay), Yassin El-Achek (violin), Glen Moore (bass), Glen Velez (frame drums), Mohammad Al-Sous (darabukka)
- 1991 : Al-Jadida, Enja Records : Rabih Abou-Khalil (oud), Sonny Fortune (as), Glen Moore (b), Ramesh Shotham (perc), Nabil Khaiat (perc)
- 1992 : Blue Camel, Enja Records : Rabih Abou-Khalil (oud), Charlie Mariano (as), Kenny Wheeler (tp), Steve Swallow (el-b), Milton Cardona (congas), Ramesh Shotham (perc), Nabil Khaiat (frame dr)
- 1993 : Tarab, Enja Records : Rabih Abou-Khalil (oud), Selim Kusur (nay), Glen Moore (b), Nabil Khaiat (frame drums), Ramesh Shotham (perc)
- 1994 : The Sultan's Picnic, Enja Records : Rabih Abou-Khalil (oud), Howard Levy (harm), Kenny Wheeler (tp, flh), Charlie Mariano (as), Michel Godard (tuba), Steve Swallow (b), Mark Nauseef (dr), Milton Cardona & Nabil Khaiat (perc)
- 1995 : Arabian Waltz, Enja Records : Rabih Abou-Khalil (oud, comp), Michel Godard (tuba), Nabil Khaiat (frame drums), The Balanescu Quartet: Alexander Balanescu (violin), Clare Connors (violin), Paul Martin (viola), David Cunliffe (cello)
- 1997 : Odd Times, Enja Records : Rabih Abou-Khalil (oud, compositions), Howard Levy (harmonica), Michel Godard (tuba, serpent), Mark Nauseef (drums), Nabil Khaiat (frame drums)
- 1999 : Yara, Enja Records : Rabih Abou-Khalil (oud), Dominique Pifarely (violin), Vincent Courtois (cello), Nabil Khaiat (percussion)
- 2001 : Cactus of Knowledge, Enja Records : Rabih Abou-Khalil (oud), Eddie Allen (trumpet), Dave Ballou (trumpet), Gabriele Mirabassi (clarinet), Antonio Hart (alto saxophone), Ellery Eskelin (tenor saxophone), Tom Varner (french horn), Dave Bargeron (euphonium), Michel Godard (tuba), Vincent Courtois (cello), Jarrod Cagwin (drums), Nabil Khaiat (mizhar, riq)
- 2002 : Il Sospiro, Enja Records : Rabih Abou-Khalil (oud)
- 2003 : Morton's Foot, Enja Records : Rabih Abou-Khalil (oud, compositions), Gabriele Mirabassi (clarinet), Luciano Biondini (accordion), Gavino Murgia (vocals), Michel Godard (tuba), Jarrod Cagwin (drums, frame drums)
- 2005 : Journey To The Centre Of An Egg, Enja Records : Rabih Abou-Khalil (oud), Joachim Kühn (piano, alto saxophone), Jarrod Cagwin (drums, percussion), Wolfgang Reisinger (additional percussion)
- 2007 : Songs For Sad Women, Enja Records : Rabih Abou-Khalil (oud), Gevorg Dabaghyan (duduk), Jarrod Cagwin (drums, frame drums), Michel Godard (Serpent)
- 2008 : Em Português, Enja Records : Rabih Abou-Khalil (oud), Ricardo Ribeiro (vocals), Luciano Biondini (accordion), Michel Godard (tuba, serpent, bass), Jarrod Cagwin (drums, percussion)
- 2010 : Trouble in Jerusalem, Enja Records : Rabih Abou-Khalil (oud), Michel Godard (tuba, serpent), Jarrod Cagwin (frame drums), Walter Quintus (sound engineer), The German Youth Orchestra (BJO) dirigé par Frank Strobel - Solistes : Tobias Feldmann (violon), Sarina Zickgraf (alto), Sophie Notte (violoncelle)
- 2012 : Hungry People, World Village : Rabih Abou-Khalil (oud), Gavino Murgia (soprano saxophone), Luciano Biondini (accordion), Michel Godard (tuba, serpent), Jarrod Cagwin (drums, frame drums)
- 2019 : The Flood and the Fate of the Fish, Enja Records : Rabih Abou-Khalil (oud), Ricardo Ribeiro (vocals), Kudsi Ergüner (ney), Gavino Murgia (soprano saxophone, voice, launeddas), Eri Takeya (violin), Luciano Biondini (accordion), Jarrod Cagwin (drums, frame drums)